# Safia laurena
Safia laurena är en fjärilsart som beskrevs av William Schaus 1906. Safia laurena ingår i släktet Safia och familjen nattflyn. Inga underarter finns listade.